# Sardinischer Krieg
Montebello – Varese – San Fermo – Palestro – Turbigo – Boffalora – Magenta – Melegnano – Treponti – Medole – Solferino – San Martino
Der Sardinische Krieg, auch Zweiter Italienischer Unabhängigkeitskrieg genannt, war einer der drei Italienischen Unabhängigkeitskriege. Er wurde 1859 zwischen dem Kaisertum Österreich einerseits und Sardinien-Piemont und dem französischen Kaiserreich unter Napoleon III. andererseits geführt. Napoleon III. hatte Sardinien zum Krieg ermutigt und sich für seine Hilfe die Grafschaft Nizza und Savoyen versprechen lassen. Sardinien-Piemont wollte das Königreich Lombardo-Venetien von österreichischer Herrschaft befreien und sich selbst einverleiben. Napoleons Plan war es, ein geeintes Italien unter französischer Vorherrschaft zu errichten.
Der Krieg zog sich allerdings in die Länge, was sowohl die französisch-sardinische Seite als auch Österreich in Bedrängnis brachte. Der Feldzug Österreichs, das als Angreifer keinen Anspruch auf militärische Hilfe des Deutschen Bundes hatte, verlief erfolglos. In Frankreich erlahmte die Kriegslust angesichts der großen Menschenverluste in Italien und der Aussicht, demnächst von Preußen angegriffen zu werden. Preußen war unter dem Druck der deutschen Öffentlichkeit zwar nur zögernd gegen Frankreich aufmarschiert, bedrohte aber nun als möglicher Retter wiederum die Vormachtstellung Österreichs in Deutschland.
Die Kriegsgegner befreiten sich aus ihrer militärisch-diplomatischen Zwangslage, indem sie plötzlich am 11. Juli 1859 einen Waffenstillstand aushandelten. Österreich teilte das Königreich Lombardo-Venetien und trat den westlichen Teil (die Lombardei) an Frankreich ab, während es den östlichen Teil (Venetien) behielt. Frankreich übertrug die Lombardei an Sardinien-Piemont. Durch die Erschütterung der österreichischen Herrschaft in Norditalien schlossen sich noch weitere Staaten Sardinien-Piemont an, woraus schließlich 1861 das Königreich Italien entstand.

## Vorgeschichte

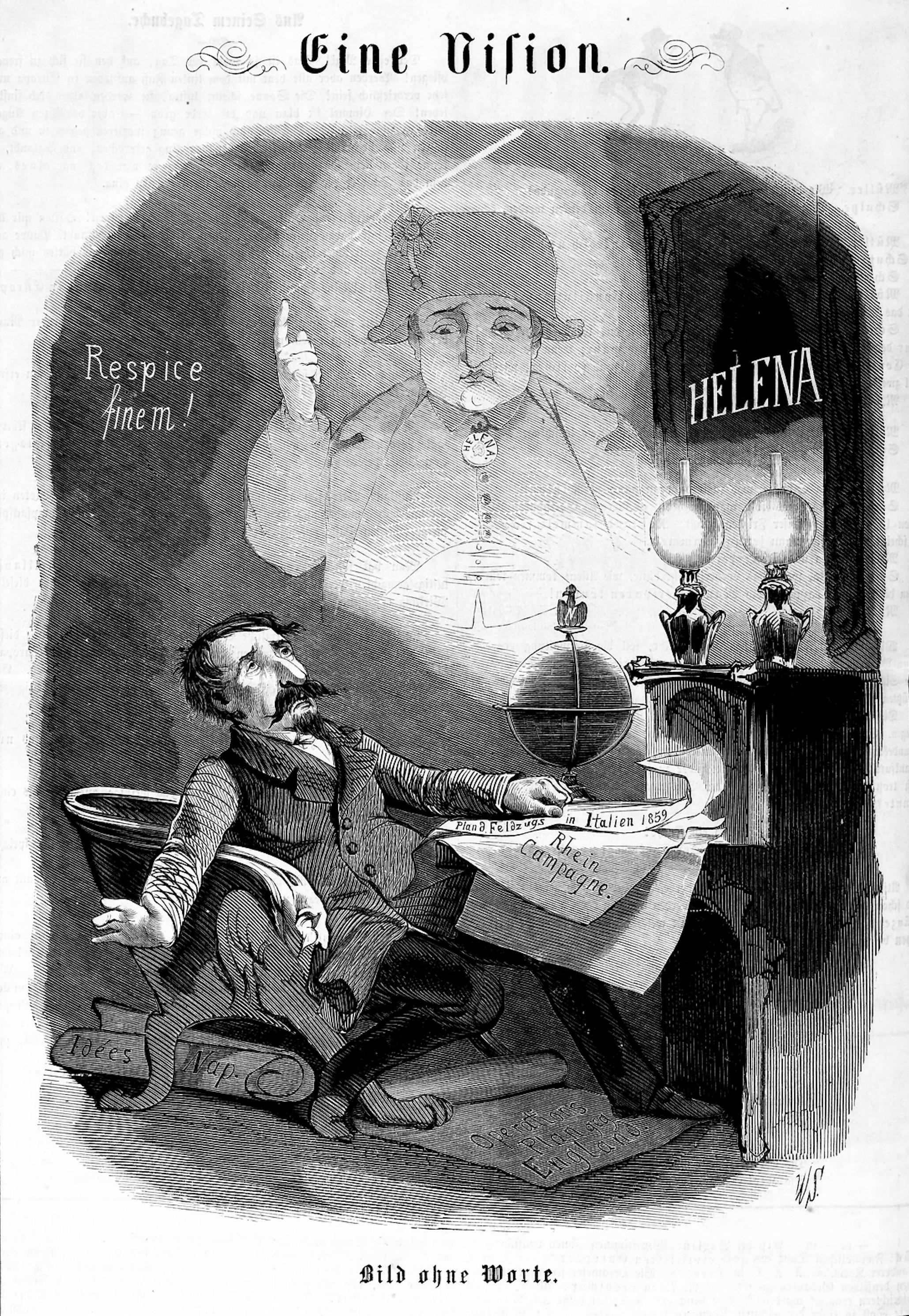
Karikatur im Kladderadatsch, 1859: Napoleon III. hat vor sich den Feldzug in Italien liegen und auch schon eine Rhein-Kampagne, da erscheint ihm dank der Laterna magica das warnende Bild seines Onkels Napoleons I.

Nach den Erfahrungen der Revolutionen und Kämpfe der Jahre 1848 und 1849 leitete die Regierung des Königreichs Sardinien eine Phase der Reformen und der politischen und militärischen Vorbereitungen für einen erneuten italienischen Freiheitskampf ein. Diese Politik wurde maßgeblich vom neuen Ministerpräsidenten Camillo Benso von Cavour gestaltet. Durch die Beteiligung am Krimkrieg gelang es ihm, die italienische Frage auf die politische Agenda der Regierungen Frankreichs und Großbritanniens zu bringen, die er als Verbündete im Kampf gegen die europäische Großmacht Österreich als unverzichtbar erachtete. Im Juli 1858 schloss er mit Napoleon III. in Plombières-les-Bains einen Geheimvertrag. Dieser sah für den Fall eines österreichischen Angriffs die französische Unterstützung für Sardinien vor. Cavour beanspruchte Oberitalien für Sardinien und ging auf Napoleons Idee einer Konföderation Italiens unter Berücksichtigung des Kirchenstaates ein. Im Gegenzug sollte das Königreich Sardinien auf sein Stammland Savoyen und die Grafschaft Nizza zugunsten Frankreichs verzichten. Zusätzlich wurde die Allianz durch die Vermählung der ältesten Tochter des Königs von Sardinien, des späteren italienischen Königs Viktor Emanuel II., der Prinzessin Marie Clotilde von Savoyen, mit dem Cousin Napoléons III., dem Prinzen Napoléon „Plon-Plon“, besiegelt.
Durch seine Neujahrsrede am 1. Januar 1859 vor dem diplomatischen Korps und seine Worte an den österreichischen Gesandten provozierte Napoleon III. Österreich. Nach einer ähnlichen Rede König Viktor Emanuels begann von Seiten Österreichs die militärische Aufrüstung. Sie konnte Frankreich den passenden Vorwand abgeben, um das bedrohte Sardinien gegen die Angriffspläne Österreichs zu schützen. Die Politik Cavours ging insbesondere dahin, Österreich zum faktischen Angriff zu provozieren, was ihm auch gelang, nachdem die Friedensmission des britischen Gesandten Lord Cowley im März 1859 in Wien gescheitert und der Antrag Russlands auf einen Kongress von Österreich nur unter der unmöglichen Bedingung angenommen worden war, dass Sardinien einseitig abrüste und zudem vom Kongress ausgeschlossen bliebe. Der nach Berlin entsandte Erzherzog Albrecht von Österreich-Teschen erfuhr von Prinzregent Wilhelm unter Berufung auf die Artikel 46 und 47 der Wiener Schlussakte, dass mit Preußens Unterstützung nur dann zu rechnen sei, wenn Österreich von Frankreich angegriffen werde.
Durch die irrtümliche Annahme, dass Frankreich der Urheber der Spannungen war, um seine Aufrüstung zu begründen, versuchte die österreichische Regierung durch rasches Losschlagen einen Vorsprung zu gewinnen und wurde dadurch wirklich zum Friedensbrecher, indem sie am 19. April 1859 in Turin ein Ultimatum überreichte. Sardinien habe sich binnen drei Tagen zu entwaffnen oder es werde ein Angriff seitens Österreichs erfolgen. Da die Antwort ablehnend lautete, marschierten die Österreicher am 29. April unter dem Oberbefehl des Grafen Ferencz József Gyulay an drei Stellen im Piemont ein.

## Verlauf des Krieges

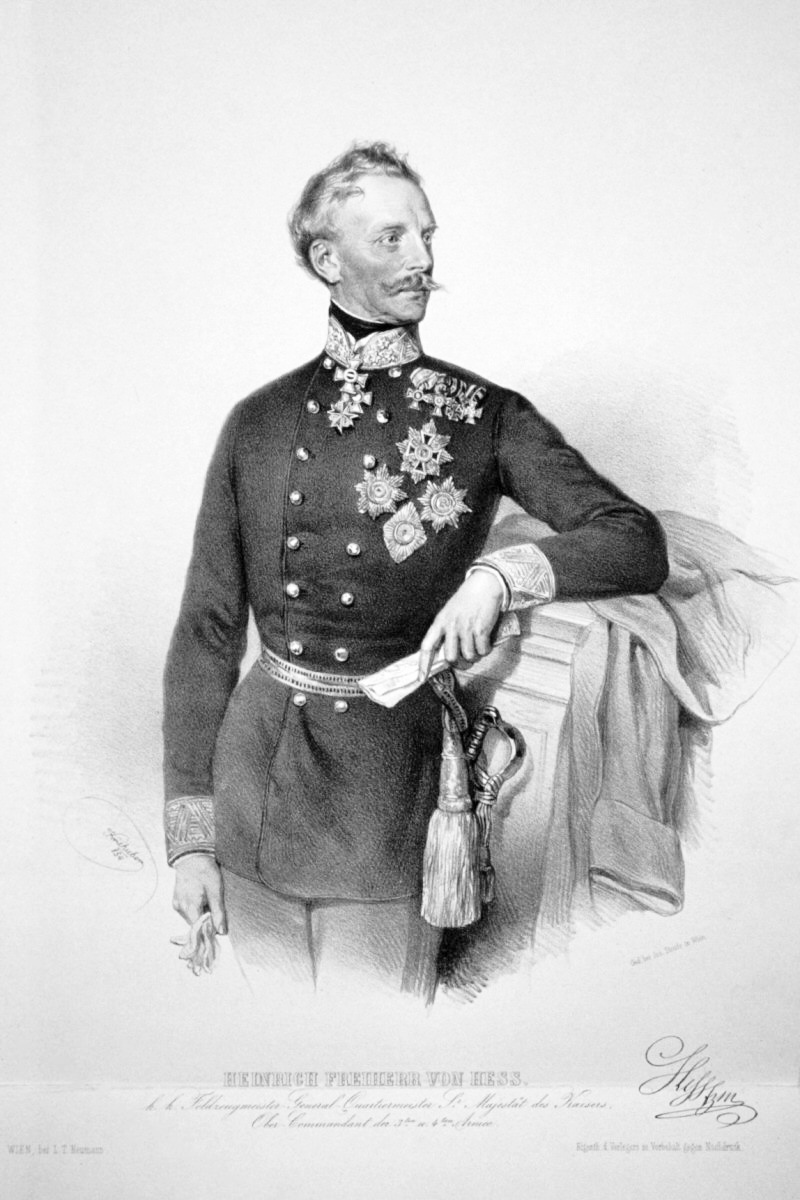
Heinrich von Hess, Lithographie von Joseph Kriehuber, 1854

### Die Streitkräfte
Die französische Armee in Italien war etwa 170.000 Mann stark. Sie war gegliedert in sechs Korps und wurde von Kaiser Napoleon III. selbst geführt.
- Französische Armee in Italien (Napoleon III.)
  - I. Korps (Achille Baraguey d’Hilliers)
  - II. Korps (Patrice de Mac-Mahon)
  - III. Korps (François Certain de Canrobert)
  - IV. Korps (Adolphe Niel)
  - V. Korps (Prinz Napoléon)
  - Kaisergarde (Auguste Regnaud de Saint-Jean d’Angely)

Die Armee Sardiniens umfasste etwa 60.000 Mann und 90 Geschütze, gegliedert in fünf Divisionen. Sie wurde angeführt von König Viktor Emanuel, der von Alfonso La Marmora unterstützt wurde. Die Divisionskommandeure waren die Generale Castelborgo, Manfredo Fanti, Giovanni Durando, Enrico Cialdini und Domenico Cucchiari.
Die Österreicher unter Feldzeugmeister Ferencz József Gyulay hatte zu Beginn des Krieges etwa 120.000 Mann und 364 Geschütze zur Verfügung. Diese Stärke hätte ausgereicht, um die piemontesische Armee zu schlagen, noch bevor sie sich mit dem französischen Heer, das großteils bei Genua gelandet war, vereinigen konnte.
- I. Korps (FML Eduard Clam-Gallas) mit Division FML Graf Montenuovo und FML Cordon
- II. Korps (FML Eduard Franz von Liechtenstein) mit Division Jelačić und Division Herdy
- III. Korps (Fürst Edmund zu Schwarzenberg) mit Division FML Schönberger und Division FML Martini
- V. Korps (FML Philipp von Stadion und Thannhausen) mit Division FML Sternberg und Division FML Paumgartten
- VII. Korps (FML Thomas Friedrich von Zobel) mit Division FML Reischach und Division FML Lilia
- VIII. Korps (FML Ludwig von Benedek) mit Division FML Berger und Division FML Lang
- Kavallerie-Division FML Alexander von Mensdorff-Pouilly

In der weiteren Phase des Krieges wurden die Österreicher durch das IX. Korps auf etwa 150.000 Mann verstärkt. Nach der Befehlsübernahme durch den jungen Kaiser wurde die Hauptarmee Mitte Juni nach der Ankunft des X. und XI. Korps auf über 200.000 Mann verstärkt.

## Verlauf

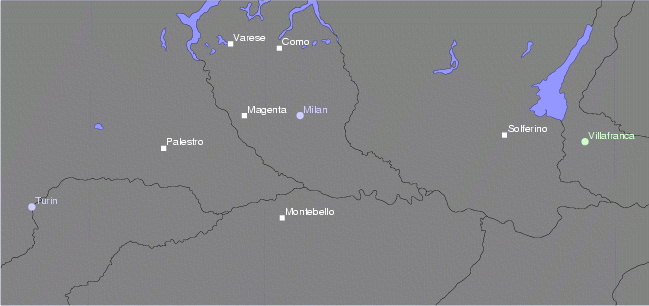
Schauplätze des Sardinischen Krieges, von Norden laufen die Flüsse Ticino, Adda und Mincio in den Po ein

Der Aufmarsch der österreichischen Hauptarmee gegen Frankreich am Rhein zusammen mit Truppen des Deutschen Bundes unterblieb, weil Preußen und der Deutsche Bund nicht für Österreichs Herrschaft in Oberitalien kämpfen wollten. Damit wurde Norditalien der Hauptkriegsschauplatz.
Die österreichischen Truppen setzten sich auf einer langen Linie von Biella bis Pavia fest und blieben hier stehen. Statt sogleich auf Turin loszugehen, um die kleine sardische Armee zu schlagen, bevor die französische Armee heranmarschiert war, oder sich gegen Novi zu wenden, um die einzige Straße zu sperren, auf welcher die Franzosen unter Umgehung der Alpen Hilfe bringen konnten, war Gyulay untätig. Währenddessen verstärkte Viktor Emanuel sein Heer durch die zahlreichen aus ganz Italien zuströmenden Freiwilligen und Napoleon III. traf mit seiner Armee auf dem Kriegsschauplatz ein.

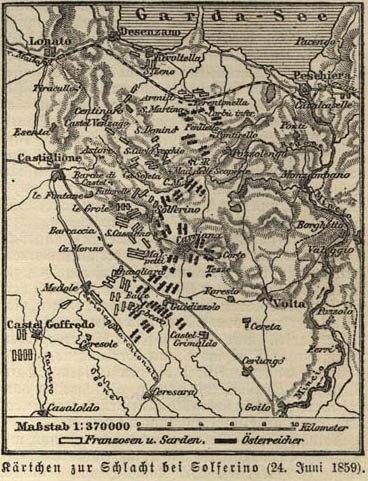
Plan der Schlacht von Solferino

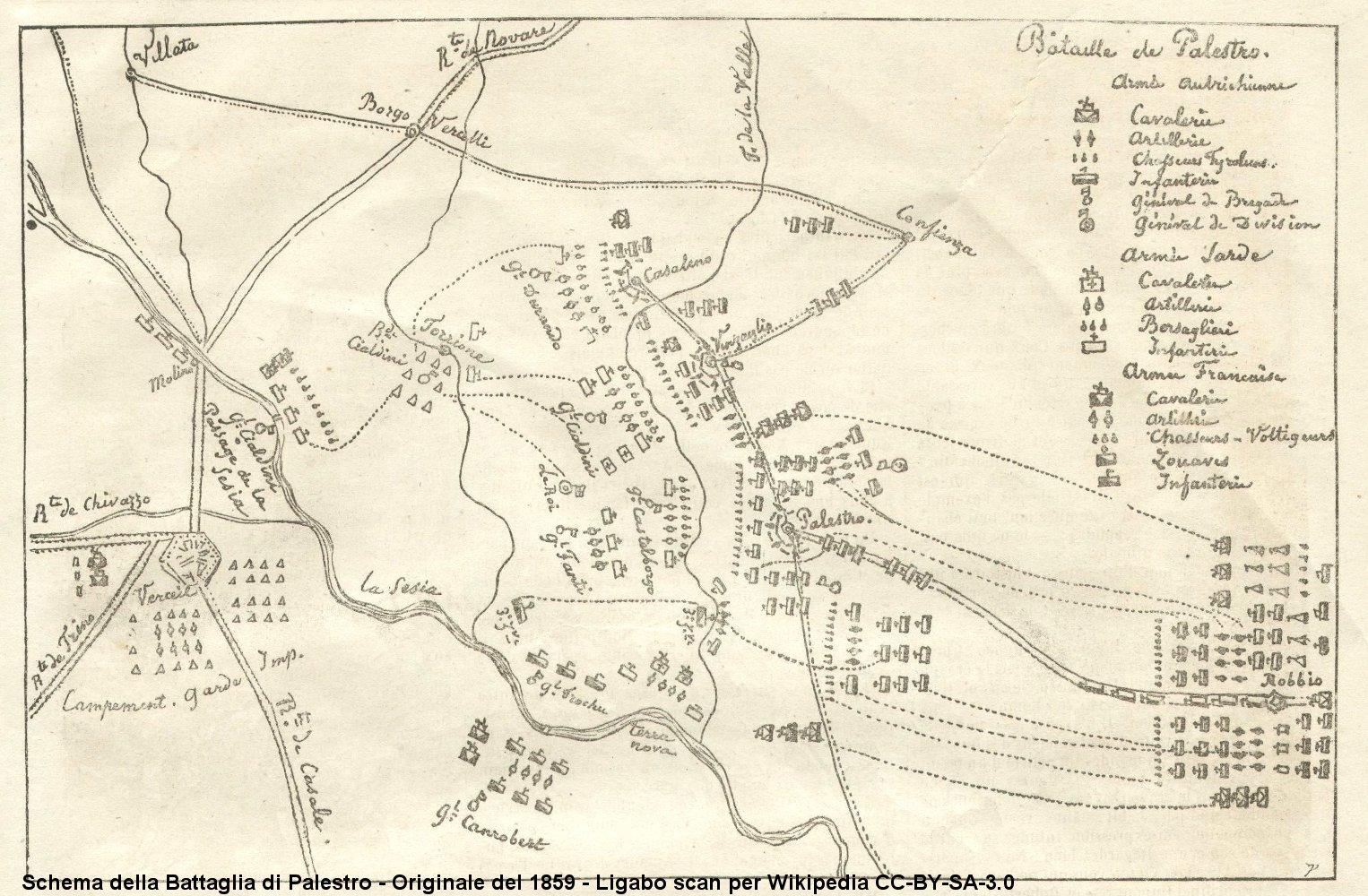
Plan der Schlacht von Palestro

Am 29. Mai 1859 griffen schließlich die Armeen Sardiniens und Frankreichs an. Nach der Schlacht von Palestro und Vinzaglio (31. Mai) war der Weg für die Verbündeten nach Mailand frei. Feldmarschall Gyulay ließ daraufhin die Österreicher in Eilmärschen zum Ticino zurückgehen. Am 3. Juni traf Feldzeugmeister Heinrich von Heß bei der Armee ein, ließ Gyulays Befehle rückgängig machen und befahl, den Gegner bei Magenta durch einen Gegenschlag aufzuhalten. Am 4. Juni 1859 kam es zur Schlacht von Magenta, in der die Österreicher unterlagen.
Zwischenzeitlich traf Kaiser Franz Joseph auf dem Kriegsschauplatz ein, Gyulay wurde abberufen und er selbst übernahm gemeinsam mit Heß den Oberbefehl. Die angeschlagene Armee wurde mit neu herangeführten Verbänden neu organisiert. Es wurden zwei Armeen gebildet, eine kommandierte Schlick, die andere FZM Wimpffen. Am 23. Juni überschritten diese Armeen den Mincio und trafen erneut auf den Feind. Am 24. Juni wurden sie durch das sardisch-französische Heer in der Schlacht von Solferino und bei Medole geschlagen. Eine französisch-sardische Koalition mit 151.000 Soldaten kämpfte dabei gegen etwa 133.000 Österreicher. Während die Österreicher unter dem Kommando ihres jungen Kaisers die blutige Schlacht von Solferino verloren, hielt ein Corps unter Ludwig von Benedek zeitgleich die gesamte piemontesische Armee unter König Viktor Emanuel II. wenige Kilometer nördlich von Solferino in der Schlacht von San Martino auf. Auch dort mussten sich die Österreicher unter dem Eindruck der Lage bei Solferino nach schweren Kämpfen wieder hinter den Mincio zurückziehen.

### Ende
Wie große Teile der deutschen Öffentlichkeit befürchtete Preußen angesichts des für Österreich unglücklichen Kriegsverlaufs, dass Frankreichs Kaiser wie einst Napoleon I. nach seinen Siegen in Italien Deutschland angreifen könnte, um seine Grenze an den Rhein vorzuschieben. Es war an einem schnellen Kriegsende unter Vermittlung von Großbritannien und Russland interessiert. Um öffentlichen Forderungen zum Eingreifen nachzugeben und zugleich den Druck auf Frankreich zu erhöhen, beschloss der Kronrat am 11. Juni, einige Armeekorps zum Rhein zu entsenden und im Deutschen Bund die Aufstellung von Bundestruppen unter preußischen Oberbefehl zu beantragen. Nach der auch für Frankreich verlustreichen Schlacht bei Solferino sah Prinzregent Wilhelm die Chance, in Deutschland durch einen Angriff auf Frankreich einen so großen Prestigegewinn für Preußen zu erzielen, dass es Österreich aus der Vormachtstellung im Deutschen Bund verdrängen könnte. Es mobilisierte eine Feldarmee von über 300.000 Mann und setzte sie zur französischen Grenze in Bewegung. Angesichts dieser Bedrohung und wegen der erlittenen hohen Verluste an Menschen und an Geld beendete Napoleon III. den Krieg. Seine Verluste wären wohl noch beträchtlich höher geworden, hätte er versucht, noch das Festungsviereck von Mantua, Peschiera del Garda, Legnago und Verona zu erobern. Österreich musste nach einer Serie von Niederlagen mit Russland rechnen, das wiederum seine möglichen Unterstützer bedrohte. So schlossen die beiden Kaiser Frankreichs und Österreichs am 11. Juli 1859 den Vorfrieden von Villafranca (so genannter Präliminarfriede von Villafranca).
Der Frieden von Zürich beendete am 10. November 1859 endgültig den Sardinischen Krieg. Österreich trat die Lombardei mit Ausnahme der Festungen Mantua und Peschiera del Garda am Mincio, dem Grenzfluss zu Venetien, an Napoleon III. ab, der die Lombardei dann an das Königreich Sardinien übergab. Das Haus Habsburg musste in der Folge auch hinnehmen, dass weitere italienische Besitzungen verloren gingen, indem Großherzog Leopold II. von Toskana und Herzog Franz V. von Modena im folgenden Jahr durch Volksabstimmungen abgesetzt wurden und Italien zu einem Nationalstaat geeint wurde. Venetien mit dem strategisch wichtigen oberitalienischen Festungsviereck Mantua, Peschiera, Legnago und Verona verblieb aber, zur Enttäuschung des Premierministers von Sardinien, Cavour, bei Österreich.

## Folgen
Die Herrschaft der Habsburger brach nach der Niederlage Österreichs auch in den Herzogtümern Modena und Toskana zusammen, die sich nach revolutionären Umstürzen Sardinien anschlossen.
Im dritten italienischen Unabhängigkeitskrieg 1866, in dem Italien auf der Seite Preußens stand, fiel dann auch Venetien an Italien, obwohl die italienische Seite nur bei Bezzecca siegreich war. Südtirol wurde erst infolge des Ersten Weltkriegs bis zur Brennergrenze Teil Italiens.
Die Niederlage im Sardinischen Krieg erschütterte den österreichischen Neoabsolutismus und war eine der Ursachen für die Konstitutionalisierung Österreichs durch das Oktoberdiplom 1860 und das Februarpatent 1861. In der Folge der Niederlage bei Solferino wurden 60 Generäle in den Ruhestand geschickt und Ludwig Ritter von Benedek zum neuen Feldzeugmeister ernannt.
Die blutige Schlacht von Solferino gab den Anstoß zur Gründung des Roten Kreuzes. Der Schweizer Geschäftsmann Henry Dunant wurde zufällig Zeuge der Schlacht. Die völlig unzureichende medizinische Versorgung und Betreuung sowie das Leid der verwundeten Soldaten entsetzten ihn so sehr, dass er den ursprünglichen Zweck seiner Reise völlig vergaß und sich mehrere Tage lang der Versorgung der Verwundeten sowie der Organisation von Hilfsmaßnahmen widmete. Später schrieb Henry Dunant Eine Erinnerung an Solferino (Un souvenir de Solférino).
Zu den Folgen des Konflikts gehörte im September 1859 die Gründung des Deutschen Nationalvereins, der die Einigung Deutschlands unter Führung Preußens bei Ausschluss Österreichs forderte. In Preußen fühlte sich der Prinzregent und spätere König Wilhelm I. in seinen Aufrüstungsplänen bestätigt. Er nutzte die Lage zur Ablösung des Kriegsministers Eduard von Bonin durch Albrecht von Roon. Die schließlich von beiden und dem Ministerpräsidenten Otto von Bismarck im Verfassungskonflikt durchgesetzte Heeresreform bildete die Grundlage für die schnellen und umfassenden preußischen Siege gegen Österreich 1866 und Frankreich 1870/71 – mithin Basis der kleindeutschen Reichseinigung unter preußischer Vorherrschaft.